# Куртіч
Куртіч (рум. Curtici) — місто у повіті Арад в Румунії.
Місто розташоване на відстані 429 км на північний захід від Бухареста, 19 км на північ від Арада, 65 км на північ від Тімішоари.

## Населення
За даними перепису населення 2002 року у місті проживали 9722 особи.
Національний склад населення міста:
| Національність | Кількість осіб | Відсоток |
| -------------- | -------------- | -------- |
| румуни         | 6776           | 69,7%    |
| угорці         | 1854           | 19,1%    |
| цигани         | 1039           | 10,7%    |
| німці          | 19             | 0,2%     |
| українці       | 16             | 0,2%     |
| серби          | 4              | < 0,1%   |
| болгари        | 4              | < 0,1%   |
| євреї          | 4              | < 0,1%   |
| італійці       | 3              | < 0,1%   |
| турки          | 1              | < 0,1%   |
| поляки         | 1              | < 0,1%   |

Рідною мовою назвали:
| Мова       | Кількість осіб | Відсоток |
| ---------- | -------------- | -------- |
| румунська  | 7205           | 74,1%    |
| угорська   | 1851           | 19,0%    |
| циганська  | 640            | 6,6%     |
| німецька   | 12             | 0,1%     |
| українська | 3              | < 0,1%   |
| сербська   | 3              | < 0,1%   |
| болгарська | 3              | < 0,1%   |
| італійська | 3              | < 0,1%   |
| словацька  | 1              | < 0,1%   |

Склад населення міста за віросповіданням:
| Релігія                                       | Кількість осіб | Відсоток |
| --------------------------------------------- | -------------- | -------- |
| православні                                   | 6197           | 63,7%    |
| римо-католики                                 | 1893           | 19,5%    |
| п'ятдесятники                                 | 721            | 7,4%     |
| баптисти                                      | 705            | 7,3%     |
| адвентисти                                    | 146            | 1,5%     |
| реформати                                     | 23             | 0,2%     |
| греко-католики                                | 14             | 0,1%     |
| лютерани (Синодально-пресвітеріанська церква) | 4              | < 0,1%   |
| юдеї                                          | 3              | < 0,1%   |
| бретрени                                      | 2              | < 0,1%   |
| лютерани (Аугсбурзького сповідання)           | 2              | < 0,1%   |
| не релігійні                                  | 1              | < 0,1%   |
| атеїсти                                       | 1              | < 0,1%   |
| не вказали релігію                            | 2              | < 0,1%   |

## Зовнішні посилання
- Дані про місто Куртіч на сайті Ghidul Primăriilor [Архівовано 21 вересня 2012 у Wayback Machine.]